# Marimar (dal)
A Marimar vagy Mari Mar Thalía mexikói énekesnő 1994-ben kiadott kislemeze, az azonos című telenovella főcímdala, amely középlemez formátumban jelent meg a mexikói Fonovisa kiadó gondozásában.  Szerzői Viviana Pimstein és Paco Navarrete, stílusa salsa. A CD a dal remix-, illetve (rövidített) főcímváltozatát, valamint a sorozat zenei betétjeit is tartalmazza, továbbá két másik szám remixváltozatát az énekes-színésznő előző, Love című stúdióalbumáról.
A dal szintén szerepel – bonus trackként – az Amor a la mexicana című album magyarországi kiadásán (1999), és a Fonovisa/Univision által 2004-ben megjelentetett Grandes éxitos válogatáslemezen is. Híres refrénje:
| (spanyolul) «Marimar, Marimar Cuando manda el corazón, siempre, siempre manda el amor» | (magyarul)„Marimar, Marimar Amikor a szív parancsol, Mindig, mindig a szerelem parancsol” |
|                                                                                        |                                                                                           |

## Dallista
1. Marimar (eredeti változat)
2. Tema de amor de Marimar (a sorozat szerelmi zenei betétje)
3. Tema alegre de Marimar (a sorozat vidám zenei betétje)
4. Tema triste de Marimar (a sorozat szomorú zenei betétje)
5. Marimar (Remix)
6. Marimar (Novela) (rövidített, főcímváltozat)
7. Love (1001 Nights Club Mix)
8. Sangre (Underground Mix)